# Victor De Sloovere
Victor De Sloovere (* 31. Dezember 1902 in Comines-Warneton; † 7. Juni 1944 im Wolfenbüttel) war ein belgischer römisch-katholischer Geistlicher und Märtyrer.

## Leben
Victor Antoine De Sloovere (auch: De Sloover) wurde an der belgisch-französischen Grenze im belgischen Comines (unweit Tourcoing) geboren. Nach seiner Priesterweihe in den 1920er Jahren unterrichtete er zuerst am Institut St-Albert in Jodoigne, dann am Institut St-Pierre in Jette bei Brüssel. Er war in der Pfadfinder-Bewegung engagiert und ab 1940 in Widerstandshandlungen gegen die deutschen Besatzer eingebunden.
Am 10. Juli 1942 wurde er verhaftet und kam über das Gefängnis Saint-Gilles/Sint-Gillis am 15. Mai 1943 in das KZ Esterwegen. Im Februar 1944 wurde er vom Volksgerichtshof zum Tode verurteilt und am 7. Juni 1944 im Gefängnis Wolfenbüttel durch Enthauptung hingerichtet. Er war 41 Jahre alt.

## Gedenken
In Jette ist die Rue Abbé Victor de Sloover/Priester Victor de Slooverstraat nach ihm benannt.